# Präfekturuniversität für Gesundheitswissenschaften Chiba

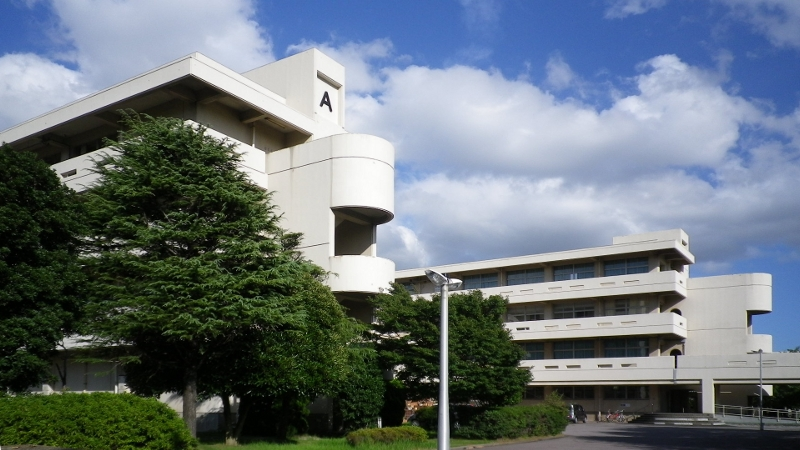
Makuhari-Campus (2011)

Die Präfekturuniversität für Gesundheitswissenschaften Chiba (japanisch 千葉県立保健医療大学 Chiba-kenritsu hoken iryō daigaku; engl. Chiba Prefectural University of Health Sciences, kurz: CPUOHS) ist eine öffentliche Universität in Mihama-ku, Chiba in der Präfektur Chiba (Japan).
Gegründet wurde die Universität 2009 durch den Zusammenschluss zweier präfekturalen Hochschulen: die Präfekturale Kurzuniversität für Gesundheitswissenschaften Chiba (千葉県立衛生短期大学,Chiba-kenritsu eisei tanki daigaku, gegründet 1981) und die Präfekturale Hochschule für Medizinische Techniken Chiba (千葉県医療技術大学校 Chiba-ken iryō gijutsu daigakkō, gegründet 1956; heute Nitona-Campus). Die Universität hat bisher keine Graduiertenschule.

## Fakultäten
- Makuhari-Campus (in Mihama-ku, Chiba, Präfektur Chiba, 35° 39′ 9″ N, 140° 3′ 5,7″ OKoordinaten: 35° 39′ 9″ N, 140° 3′ 5,7″ O):
  - Fakultät für Gesundheitswissenschaften
    - Abteilung für Pflegewissenschaft
    - Abteilung für Ernährungswissenschaft
    - Abteilung für Dentalhygiene
- Nitona-Campus (in Chūō-ku, Chiba, Präfektur Chiba, 35° 34′ 55,8″ N, 140° 9′ 26,6″ O):
  - Fakultät für Gesundheitswissenschaften
    - Abteilung für Rehabilitation
- Studiengänge: Physiotherapie / Ergotherapie